# Zaluzian

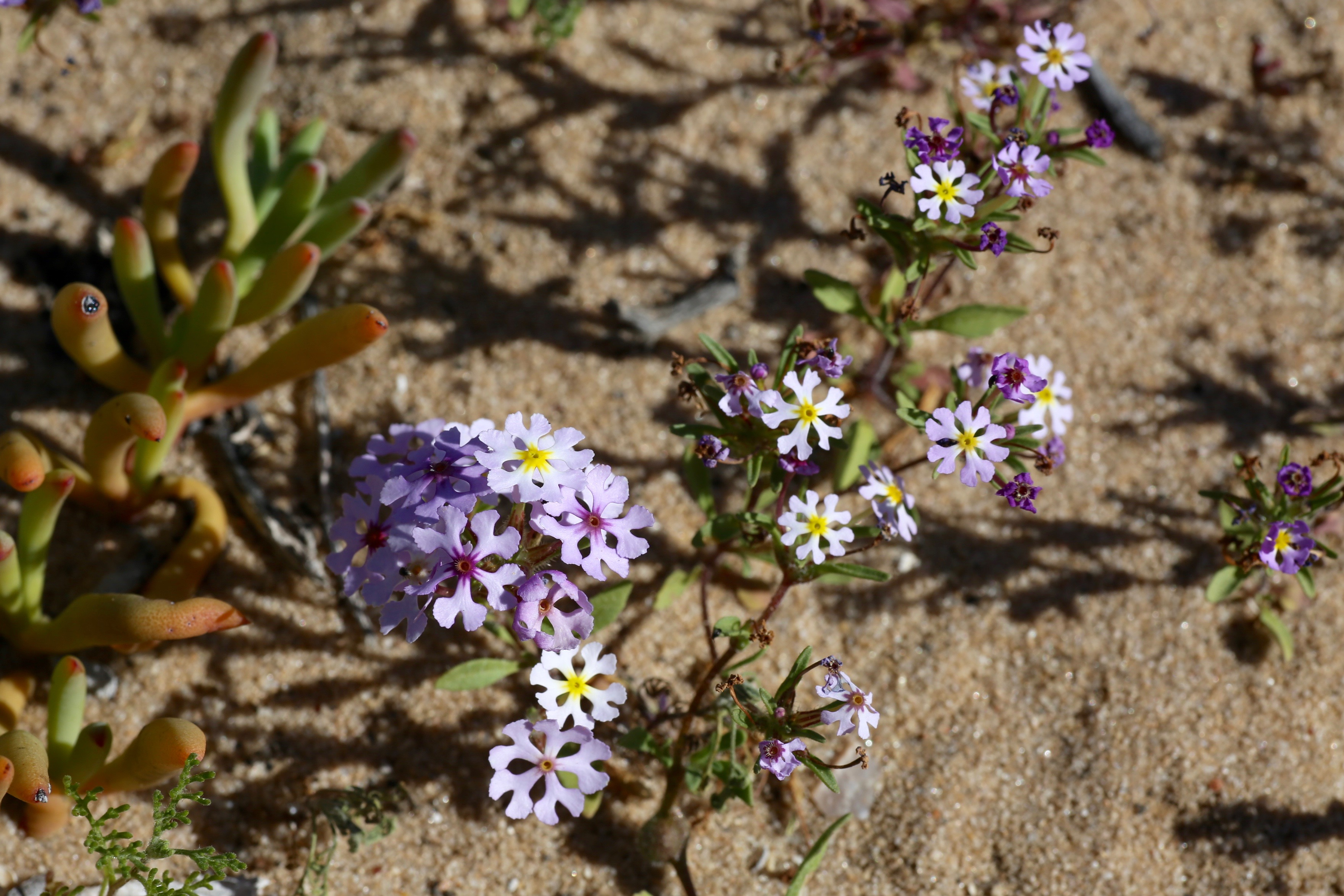
Zaluzianskya villosa

Zaluzian (Zaluzianskya) – rodzaj roślin z rodziny trędownikowatych. Obejmuje 57–59 gatunków. Występują one w zachodniej, południowej i wschodniej Afryce, z czego 15 w rejonie Kraju Przylądkowego. Zasiedlają różne siedliska – od piaszczystych wydm i suchych zarośli, poprzez tereny skaliste, po tereny podmokłe, zwłaszcza na terenach górskich.
Rośliny charakterystyczne ze względu na uderzające podobieństwo do niespokrewnionych roślin z rodzaju lepnica Silene – także roślin zielnych o liściach naprzeciwległych, z koroną kwiatową białą, kołową, o płatkach rozciętych na szczycie. Poza tym płatki kilku gatunków zwijają się w ciągu słonecznych dni i rozwijają nocą lub podczas dni pochmurnych podobnie jak u Silene noctiflora. Niektóre gatunki uprawiane są jako rośliny ozdobne ze względu na kwiaty silnie pachnące wieczorem. Kwiaty zapylają owady, głównie ćmy.
Nazwa rodzajowa upamiętnia czeskiego botanika Adama Zaluzianskiego z Zaluzian (1558–1613).

## Morfologia

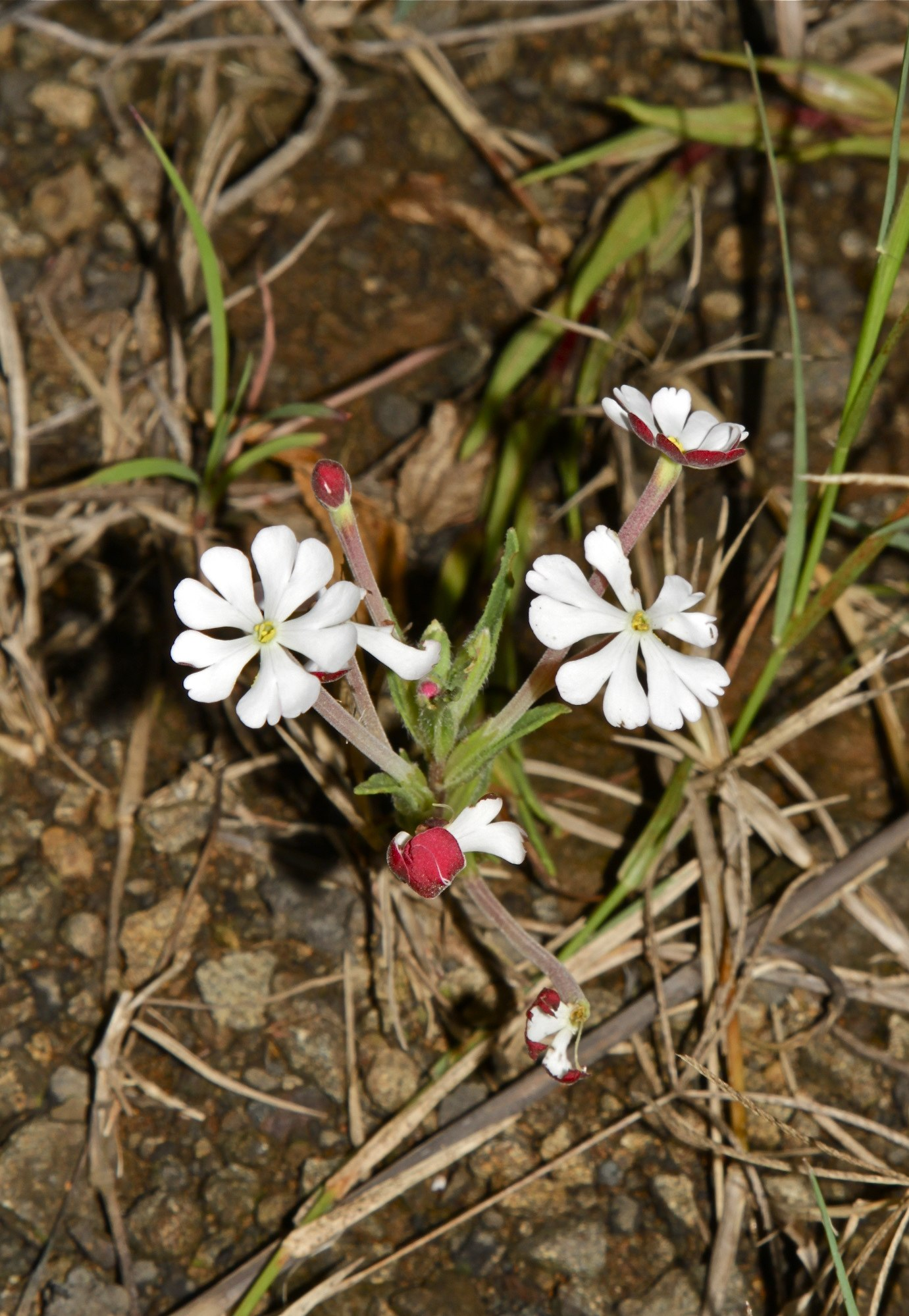
Zaluzianskya microsiphon

PokrójByliny i rośliny jednoroczne osiągające zwykle do 50 cm wysokości, rzadko drewniejące u dołu półkrzewy.
LiścieNaprzeciwległe, zwykle ząbkowane. Często lepkie od gruczołowatych włosków.
KwiatyWyrastają w kątach górnych liści. Działek kielicha jest pięć i zrośnięte są one w wąską, krótką rurkę. Płatki korony zrośnięte są u nasady w długą rurkę, na końcu z łatkami koliście rozpostartymi, zwykle wyciętymi na końcach i często zwijającymi się w ciągu dnia. Płatki są białe, ale od spodu często czerwone lub różowe, rzadko żółte, czasem z odmiennie zabarwionym środkiem kwiatu. Pręciki są dwa lub cztery, rzadko jest ich 5. Zalążnia górna, dwukomorowa, z licznymi zalążkami i pojedynczą, długą szyjką słupka zakończoną maczugowatym znamieniem.
OwoceTorebki zawierające liczne, drobne nasiona.

## Systematyka
Jeden z rodzajów z rodziny trędownikowatych Scrophulariaceae w jej wąskim ujęciu, z plemienia Manuleeae.
Wykaz gatunków
- Zaluzianskya benthamiana Walp.
- Zaluzianskya capensis Walp.
- Zaluzianskya chrysops Hilliard & B.L. Burtt
- Zaluzianskya cohabitans Hilliard
- Zaluzianskya collina Hiern
- Zaluzianskya crocea Schltr.
- Zaluzianskya diandra Diels
- Zaluzianskya distans Hiern
- Zaluzianskya divaricata Walp.
- Zaluzianskya elongata Hilliard & B.L. Burtt
- Zaluzianskya falciloba Diels
- Zaluzianskya gilgiana Diels
- Zaluzianskya gilioides Schltr.
- Zaluzianskya glandulosa Hilliard
- Zaluzianskya glareosa Hilliard & B.L. Burtt
- Zaluzianskya gracilis Hilliard
- Zaluzianskya inflata Diels
- Zaluzianskya isanthera Hilliard
- Zaluzianskya kareebergensis Hilliard
- Zaluzianskya karrooica Hilliard
- Zaluzianskya katharinae Hiern – zaluzian Katarzyny[4]
- Zaluzianskya lanigera Hilliard
- Zaluzianskya maritima Walp.
- Zaluzianskya marlothii Hilliard
- Zaluzianskya microsiphon K. Schum.
- Zaluzianskya minima (Hiern) Hilliard
- Zaluzianskya mirabilis Hilliard
- Zaluzianskya muirii Hilliard & B.L. Burtt
- Zaluzianskya natalensis Hochst.
- Zaluzianskya nemesioides Diels
- Zaluzianskya oreophila Hilliard & B.L. Burtt
- Zaluzianskya ovata Walp.
- Zaluzianskya pachyrrhiza Hilliard & B.L. Burtt
- Zaluzianskya parviflora Hilliard
- Zaluzianskya peduncularis Walp.
- Zaluzianskya pilosa Hilliard & B.L. Burtt
- Zaluzianskya pilosissima Hilliard
- Zaluzianskya pulvinata Killick
- Zaluzianskya pumila Walp.
- Zaluzianskya pusilla Walp.
- Zaluzianskya ramosa Schinz Ex Hiern
- Zaluzianskya rubrostellata  Hilliard & B.L. Burtt
- Zaluzianskya sanorum Hilliard
- Zaluzianskya schmitziae Hilliard & B.L. Burtt
- Zaluzianskya spathacea Walp.
- Zaluzianskya sutherlandica  Hilliard
- Zaluzianskya synaptica Hilliard
- Zaluzianskya tropicalis Hilliard
- Zaluzianskya turritella Hilliard & B.L. Burtt
- Zaluzianskya vallispiscis Hilliard
- Zaluzianskya villosa F.W. Schmidt
- Zaluzianskya violacea Schltr.